# Lajos Kossuth
Lajos Kossuth de Udvard et Kossuthfalva (en húngaro Kossuth Lajos, Monok, 19 de septiembre de 1802-Turín, 20 de marzo de 1894) fue un político, ministro de Finanzas del gobierno de Lajos Batthyány, regente y patriota noble húngaro. Quiso alcanzar la independencia nacional respecto de Austria, modernizar su patria y (como un líder intelectual) tuvo un papel eminente durante la Revolución húngara de 1848.

## Biografía
Lajos Kossuth nació el 19 de septiembre de 1802 en Monok, una pequeña localidad del condado de Zemplén, en el seno de la familia noble húngara Kossuth de Kossuth et Udvard. Comenzó su carrera política en el año 1825 que quedó interrumpida entre 1837 y 1847. Regresará a la escena política de su país natal en 1848 durante las Revoluciones de 1848 que sacudieron Europa, ciclo revolucionario conocido también como la Primavera de las Naciones, accediendo en aquel año al cargo de ministro de finanzas en el gobierno de Lajos Batthyány. 
Lajos Kossuth fue un ferviente nacionalista, contrario a mantener algunas concesiones a la Casa de Austria, defendiendo la independencia de Hungría. Sus propósitos independentistas fueron aplastados en 1849, obligado a exiliarse, no pudo regresar a Hungría.
Kossuth trató de instalarse en el Reino Unido, pero la reina Victoria medió para impedirlo temerosa de posibles represalias del Continente por dar cobijo a un revolucionario. Posteriormente, se instaló en Estados Unidos. De hecho, un condado de Iowa lleva su nombre.